# Collegio elettorale di Isola di Capo Rizzuto (Camera dei deputati)
Il collegio di Isola di Capo Rizzuto fu un collegio elettorale uninominale della Repubblica Italiana per l'elezione della Camera dei deputati. Apparteneva alla circoscrizione Calabria e fu utilizzato per eleggere un deputato nella XII, XIII e XIV legislatura.
Venne istituito nel 1993 con la cosiddetta Legge Mattarella (Legge n. 277, Nuove norme per l'elezione della Camera dei deputati), attuata in seguito al referendum abrogativo del 1993. La legge istituì per la Camera dei deputati e per il Senato della Repubblica un sistema di elezione misto, in parte maggioritario e in parte proporzionale. Il 75% dei parlamentari dell'assemblea veniva eletto in collegi uninominali tramite sistema maggioritario a turno unico; il restante 25% alla Camera veniva eletto tramite sistema proporzionale con liste bloccate.
Il collegio venne abolito insieme a tutti gli altri che costituivano la Camera con la promulgazione della legge elettorale successiva, la cosiddetta Legge Calderoli. Questa prevedeva un sistema proporzionale con premio di maggioranza, che alla Camera veniva attribuito a livello nazionale.

## Territorio
Il collegio di Isola di Capo Rizzuto era uno dei 17 collegi uninominali in cui era suddivisa la Calabria e, come previsto dal D.Lgs. del 20 dicembre 1993 n. 536, era compreso nelle province di Catanzaro e di Crotone e comprendeva i seguenti comuni: Albi, Amato, Andali, Belcastro, Botricello, Carlopoli, Cerva, Cicala, Cotronei, Cropani, Cutro, Fossato Serralta, Gimigliano, Isola di Capo Rizzuto, Magisano, Marcedusa, Marcellinara, Mesoraca, Miglierina, Pentone, Petilia Policastro, Petronà, Roccabernarda, San Mauro Marchesato, San Pietro Apostolo, Santa Severina, Scandale, Sellia, Sellia Marina, Serrastretta, Sersale, Settingiano, Sorbo San Basile, Taverna, Tiriolo e Zagarise.

## Eletti
| Elezione | Elezione | Deputato          | Partito           |
| -------- | -------- | ----------------- | ----------------- |
|          | 1994     | Rosario Olivo     | Progressisti (FL) |
|          | 1996     | Rosario Olivo     | L'Ulivo (FL)      |
|          | 2001     | Agazio Loiero     | L'Ulivo (UDEUR)   |
|          | 2005 (S) | Nicodemo Oliverio | L'Ulivo (DL)      |

## Dati elettorali

### XII legislatura

#### Risultati proporzionale
| Coalizioni        | Coalizioni                                | Liste                                     | Liste                                     | Voti   | %     |
| ----------------- | ----------------------------------------- | ----------------------------------------- | ----------------------------------------- | ------ | ----- |
|                   | Progressisti                              |                                           | Partito Democratico della Sinistra        | 19.131 | 30,15 |
|                   | Progressisti                              | Rifondazione Comunista                    | 6.848                                     | 10,79  |       |
|                   | Progressisti                              | Partito Socialista Italiano               | 2.531                                     | 3,99   |       |
|                   | Progressisti                              | Federazione dei Verdi                     | 771                                       | 1,22   |       |
|                   | Progressisti                              | Alleanza Democratica                      | 642                                       | 1,01   |       |
|                   | Progressisti                              | Movimento per la Democrazia - La Rete     | 461                                       | 0,73   |       |
| Totale coalizione | Totale coalizione                         | 30.384                                    | 47,89                                     |        |       |
|                   | Polo del Buon Governo                     |                                           | Forza Italia                              | 10.942 | 17,24 |
|                   | Polo del Buon Governo                     | Alleanza Nazionale                        | 7.163                                     | 11,29  |       |
| Totale coalizione | Totale coalizione                         | 18.105                                    | 28,53                                     |        |       |
|                   | Patto per l'Italia                        |                                           | Partito Popolare Italiano                 | 8.489  | 13,38 |
|                   | Patto per l'Italia                        | Patto Segni                               | 4.239                                     | 6,68   |       |
| Totale coalizione | Totale coalizione                         | 12.728                                    | 20,06                                     |        |       |
|                   | Socialdemocrazia                          | Socialdemocrazia                          | Socialdemocrazia                          | 940    | 1,48  |
|                   | Movimento Cristiano Veritas               | Movimento Cristiano Veritas               | Movimento Cristiano Veritas               | 492    | 0,78  |
|                   | Liberal Democratici Europei               | Liberal Democratici Europei               | Liberal Democratici Europei               | 252    | 0,40  |
|                   | Unione Mediterranea                       | Unione Mediterranea                       | Unione Mediterranea                       | 241    | 0,38  |
|                   | Movimento Meridionale                     | Movimento Meridionale                     | Movimento Meridionale                     | 136    | 0,21  |
|                   | Idea Città                                | Idea Città                                | Idea Città                                | 100    | 0,16  |
|                   | Movimento Liberaldemocratico e Socialista | Movimento Liberaldemocratico e Socialista | Movimento Liberaldemocratico e Socialista | 77     | 0,12  |
| Totale            | Totale                                    | Totale                                    | Totale                                    | 63.455 |       |

#### Risultati uninominale
|                               | Rosario Olivo ✔️ Eletto      | Progressisti                                      | 26 509 | 42,12 |  |  |  |  |  |
|                               | Floriano Rosario Pietro Noto | Polo del Buon Governo (FI - AN - CCD - UDC - PLD) | 20 911 | 33,22 |  |  |  |  |  |
|                               | Rosario Mattace              | Patto per l'Italia                                | 15 522 | 24,66 |  |  |  |  |  |
| Totale                        | Totale                       | Totale                                            | 62 942 | 100   |  |  |  |  |  |
|                               |                              |                                                   |        |       |  |  |  |  |  |
| Fonte: Ministero dell'interno |                              |                                                   |        |       |  |  |  |  |  |

### XIII legislatura

#### Risultati proporzionale
| Coalizioni        | Coalizioni                         | Liste                                     | Liste                              | Voti   | %     |
| ----------------- | ---------------------------------- | ----------------------------------------- | ---------------------------------- | ------ | ----- |
|                   | Polo per le Libertà                |                                           | Forza Italia                       | 10.386 | 17,67 |
|                   | Polo per le Libertà                | Alleanza Nazionale                        | 10.183                             | 17,32  |       |
|                   | Polo per le Libertà                | CCD-CDU                                   | 5.649                              | 9,61   |       |
| Totale coalizione | Totale coalizione                  | 26.218                                    | 44,60                              |        |       |
|                   | L'Ulivo                            |                                           | Partito Democratico della Sinistra | 16.426 | 27,94 |
|                   | L'Ulivo                            | Popolari per Prodi (PPI-SVP-PRI-UD-Prodi) | 4.145                              | 7,05   |       |
|                   | L'Ulivo                            | Rinnovamento Italiano                     | 2.068                              | 3,52   |       |
|                   | L'Ulivo                            | Federazione dei Verdi                     | 598                                | 1,02   |       |
| Totale coalizione | Totale coalizione                  | 23.237                                    | 39,53                              |        |       |
|                   | Progressisti                       |                                           | Rifondazione Comunista             | 7.374  | 12,54 |
|                   | Movimento Sociale Fiamma Tricolore | Movimento Sociale Fiamma Tricolore        | Movimento Sociale Fiamma Tricolore | 791    | 1,35  |
|                   | Partito Socialista                 | Partito Socialista                        | Partito Socialista                 | 615    | 1,05  |
|                   | Lista Pannella - Sgarbi            | Lista Pannella - Sgarbi                   | Lista Pannella - Sgarbi            | 444    | 0,76  |
|                   | Rinnovamento                       | Rinnovamento                              | Rinnovamento                       | 106    | 0,18  |
| Totale            | Totale                             | Totale                                    | Totale                             | 58.785 |       |

#### Risultati uninominale
|                               | Rosario Olivo ✔️ Eletto | L'Ulivo             | 31 032 | 54,26 |  |  |  |  |  |
|                               | Giuseppe Calzone        | Polo per le Libertà | 23 014 | 40,24 |  |  |  |  |  |
|                               | Francesco Rizzuto       | Fiamma Tricolore    | 3 143  | 5,50  |  |  |  |  |  |
| Totale                        | Totale                  | Totale              | 57 189 | 100   |  |  |  |  |  |
|                               |                         |                     |        |       |  |  |  |  |  |
| Fonte: Ministero dell'interno |                         |                     |        |       |  |  |  |  |  |

### XIV legislatura

#### Risultati proporzionale
| Coalizioni        | Coalizioni              | Liste                                 | Liste                   | Voti   | %     |
| ----------------- | ----------------------- | ------------------------------------- | ----------------------- | ------ | ----- |
|                   | Casa delle Libertà      |                                       | Forza Italia            | 14.099 | 23,19 |
|                   | Casa delle Libertà      | Alleanza Nazionale                    | 7.244                   | 11,91  |       |
|                   | Casa delle Libertà      | CCD-CDU                               | 4.868                   | 8,01   |       |
|                   | Casa delle Libertà      | Nuovo PSI                             | 1.747                   | 2,87   |       |
| Totale coalizione | Totale coalizione       | 27.958                                | 45,98                   |        |       |
|                   | L'Ulivo                 |                                       | Democratici di Sinistra | 12.723 | 20,92 |
|                   | L'Ulivo                 | La Margherita (Dem - PPI - RI- UDEUR) | 8.733                   | 14,36  |       |
|                   | L'Ulivo                 | Comunisti Italiani                    | 1.977                   | 3,25   |       |
|                   | L'Ulivo                 | Il Girasole (FdV - SDI)               | 706                     | 1,16   |       |
| Totale coalizione | Totale coalizione       | 24.139                                | 39,69                   |        |       |
|                   | Rifondazione Comunista  | Rifondazione Comunista                | Rifondazione Comunista  | 3.543  | 5,83  |
|                   | Lista Di Pietro         | Lista Di Pietro                       | Lista Di Pietro         | 2.297  | 3,78  |
|                   | Democrazia Europea      | Democrazia Europea                    | Democrazia Europea      | 1.447  | 2,38  |
|                   | Fiamma Tricolore        | Fiamma Tricolore                      | Fiamma Tricolore        | 690    | 1,13  |
|                   | Lista Pannella - Bonino | Lista Pannella - Bonino               | Lista Pannella - Bonino | 616    | 1,01  |
|                   | Paese Nuovo             | Paese Nuovo                           | Paese Nuovo             | 72     | 0,12  |
|                   | Abolizione scorporo     | Abolizione scorporo                   | Abolizione scorporo     | 47     | 0,08  |
| Totale            | Totale                  | Totale                                | Totale                  | 60.809 |       |

#### Risultati uninominale
|                               | Agazio Loiero ✔️ Eletto    | L'Ulivo            | 30 794 | 50,08 |  |  |  |  |  |
|                               | Elio Colosimo              | Casa delle Libertà | 25 490 | 41,45 |  |  |  |  |  |
|                               | Francesco Brugnano         | Democrazia Europea | 2 820  | 4,59  |  |  |  |  |  |
|                               | Osvaldo Antonio Frangipane | Lista Di Pietro    | 2 390  | 3,89  |  |  |  |  |  |
| Totale                        | Totale                     | Totale             | 61 494 | 100   |  |  |  |  |  |
|                               |                            |                    |        |       |  |  |  |  |  |
| Fonte: Ministero dell'interno |                            |                    |        |       |  |  |  |  |  |

### XIV legislatura: elezioni suppletive
| Candidati | Candidati          | Partiti             | Voti   | %     |
| --------- | ------------------ | ------------------- | ------ | ----- |
|           | Nicodemo Oliverio  | L'Unione            | 14 275 | 68,24 |
|           | Saverio Zavettieri | Nuovo PSI           | 3 120  | 14,91 |
|           | Giuseppe Calzone   | Casa delle Libertà  | 3 024  | 14,46 |
|           | Guido Scalise      | Alternativa Sociale | 500    | 2,39  |
| Totale    | Totale             | Totale              | 20 919 | 100   |